# John Hamilton, 1. Viscount Sumner

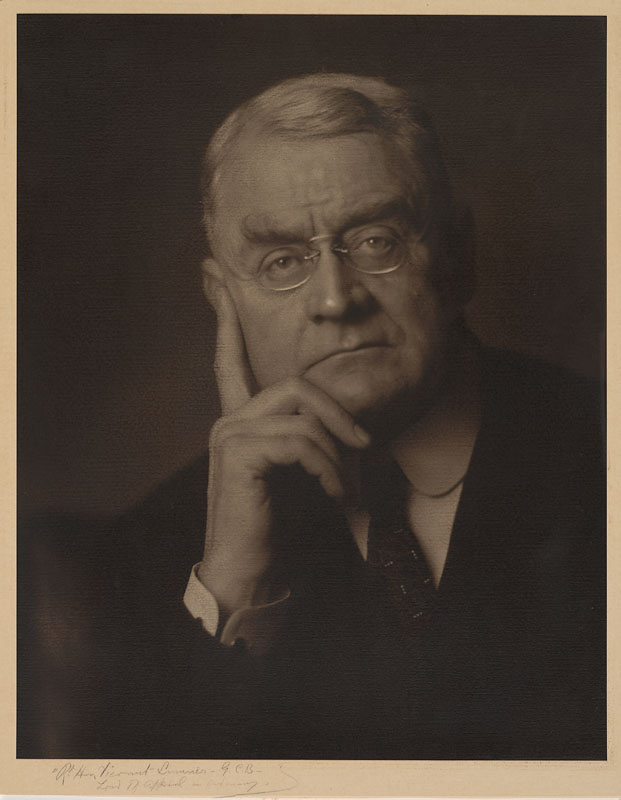
John Hamilton, 1. Viscount Sumner

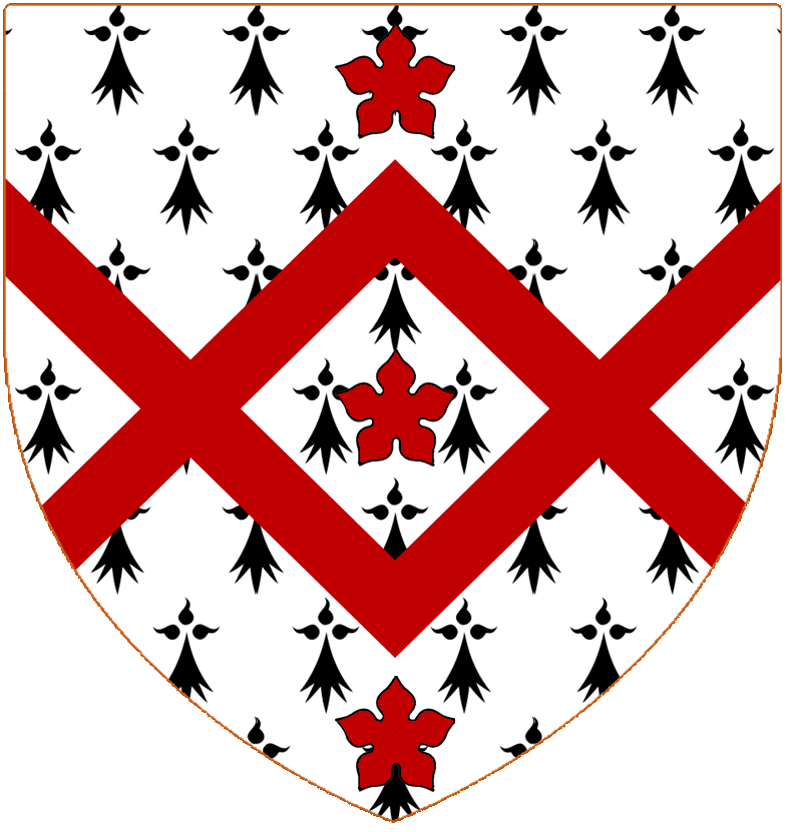
Wappen des Viscount Sumner

John Andrew Hamilton, 1. Viscount Sumner GCB PC Kt (* 3. Februar 1859 in Chorlton-on-Medlock, Lancashire; † 24. Mai 1934) war ein britischer Jurist, der zuletzt als Lord of Appeal in Ordinary als Life Peer auch Mitglied des House of Lords war. 1927 wurde er ihm schließlich der erbliche Titel eines Viscount Sumner verliehen.

## Leben

### Rechtsanwalt und Richter
Nach dem Besuch der Manchester Grammar School absolvierte Hamilton ein Studium der Rechtswissenschaften am Balliol College der University of Oxford und erhielt 1883 seine anwaltliche Zulassung bei der Rechtsanwaltskammer (Inn of Court) von Inner Temple. Anschließend nahm er eine Tätigkeit als Barrister auf und wurde für seine anwaltlichen Verdienste 1901 zum Kronanwalt (King’s Counsel) ernannt. Als Rechtsanwalt befasste er sich insbesondere mit Handelsrecht und vertrat oftmals entgegenstehende Standpunkte gegenüber dem anderen bekannten Handelsrechtsanwalt jener Zeit, Thomas Edward Scrutton. 1906 wurde er ständiger Rechtsberater der University of Oxford und am Ende dieser Tätigkeit 1909 auch sogenannter „Bencher“ der Anwaltskammer von Inner Temple.
1909 wurde er Richter an der Kammer für Zivilsachen (King’s Bench Division) an dem für England und Wales zuständigen  High Court of Justice und bekleidete dieses Richteramt bis 1912. Zugleich wurde er 1909 als Knight Bachelor geadelt und führte seither das Prädikat „Sir“.
Nach Beendigung der Richtertätigkeit am High Court of Justice erfolgte 1912 seine Berufung zum Richter (Lord Justice of Appeal) am Court of Appeal, dem für England und Wales zuständigen Appellationsgericht, an dem er bis 1913 tätig war. Daneben wurde er 1912 auch zum Privy Councillor ernannt.

### Lordrichter und Oberhausmitglied
Am 20. Oktober 1913 wurde Hamilton gemäß dem Appellate Jurisdiction Act 1876 als Baron Sumner, of Ibstone in the County of Buckingham, zum Life Peer erhoben und wurde dadurch Mitglied des House of Lords. Bis 1930 wirkte er als Lordrichter (Lord of Appeal in Ordinary). Als solcher war er 1918 sowohl Vorsitzender des Komitees für die Lebenshaltungskosten der Arbeiterklasse als auch des Komitees für britische und auswärtige Rechtsfragen. Lord Sumner gehörte auch als Mitglied der britischen Delegation bei der Reparationskommission bei der Pariser Friedenskonferenz 1919 an und wurde 1920 als Knight Grand Cross des Order of the Bath ausgezeichnet. Darüber hinaus fungierte er 1921 als Vorsitzender der Königlichen Kommission für die Wiedergutmachung von Leid und Schaden aufgrund feindlicher Handlungen (Royal Commission on Compensation for Suffering and Damage by Enemy Action) sowie 1926 als Vorsitzender des Oberhausausschusses für Fragen der sogenannten Abeyance. 1930 war er auch Schatzmeister der Anwaltskammer von Inner Temple.
Am 31. Januar 1927 wurde ihm für seine langjährigen Dienste der erbliche Titel (Hereditary Peerage) eines Viscount Sumner, of Ibstone in the County of Buckingham, verliehen. Da seine 1892 geschlossene Ehe mit Maude Margaret Todder jedoch kinderlos blieb, erlosch der Titel mit seinem Tod, so dass er der erste und einzige Viscount Sumner war.